# Mohammed Kenbib
Mohammed Kenbib est un historien marocain, spécialiste de l'histoire contemporaine, notamment des minorités religieuses et ethniques au Maroc, en particulier des communautés juives et des rapports judéo-musulmans. Membre résident de l’Académie du Royaume du Maroc, il siège au Conseil scientifique des Rendez-vous de l’Histoire de l’Institut du Monde Arabe à Paris. Il a dirigé l’Institut Royal pour la Recherche sur l’Histoire du Maroc (IRRHM) et a occupé les fonctions de conseiller culturel auprès de l’Ambassade du Maroc en France.

## Présentation
Professeur à l'Université Mohammed-V de Rabat, il a également été professeur visiteur à l'Université Panthéon-Sorbonne et senior associate professor à l'Université d'Oxford. 
En 2021, il succède à Mohamed Kably à la direction de l'Institut royal pour la recherche sur l'histoire du Maroc.

## Publications
- Mohammed Kenbib, Juifs et musulmans au Maroc : des origines à nos jours, Paris, Tallandier, coll. « Histoire partagée », 2016, 239 p.

- Mohammed Kenbib, Juifs et musulmans au Maroc, 1859-1948, Rabat, Université Mohammed V, Faculté des lettres et des sciences humaines, coll. « Publications de la Faculté des lettres et des sciences humaines, Rabat. Série Thèses et mémoires », 1994, 756 p.

- Mohammed Kenbib, Les protégés : contribution à l'histoire contemporaine du Maroc, Rabat, Université Mohammed V, Faculté des lettres et des sciences humaines, coll. « Publications de la Faculté des lettres et des sciences humaines, Rabat. Série Thèses et mémoires », 1996, 389 p.